# Nshimbodon
Nshimbodon — вимерлий рід базальних цинодонтів, що належить до родини Charassognathidae. Його єдиним відомим видом є Nshimbodon muchingaensis, який був названий у 2020 році на основі останків, виявлених у пізньопермській формації аргілліків Мадумабіса в Замбії. Він відомий з одного екземпляра, який складається з частини черепа та кількох посткраніальних кісток, включаючи частини плечового поясу та передніх кінцівок.